# Waste vegetable oil
WVO of Waste Vegetable Oil (Engels voor verbruikte plantaardige olie) wordt als verzamelterm gebruikt voor gebruikte plantaardige oliën. Afgewerkte motorolie valt hier bijvoorbeeld niet onder, maar frituurvet wel.
WVO verschilt van Puur Plantaardige Olie (PPO) op een aantal punten:
- De precieze samenstelling is vaak onduidelijk omdat het een mengsel betreft
- WVO bevat afhankelijk van de bron, soms veel water
- WVO bevat afhankelijk van de bron, soms veel zouten

Bovengenoemde factoren zijn nadelig voor het gebruik van WVO, maar zijn overkomelijk bij de verwerking tot biodiesel. Er zijn zelfs gevallen bekend van autorijders die exclusief op frituurvet rijden. Dit heeft voornamelijk te maken met het feit dat WVO vaak goedkoper is dan PPO; veel horecagelegenheden stellen het gratis ter beschikking daar zij het als afval beschouwen.